# لونل
شهر لونل (به فرانسوی: Lunel) در شهرستان ارو (فرانسه) در ناحیه لانگدوک روسیون با جمعیت ۲۳٬۹۱۴ نفر در کشور فرانسه واقع شده‌است.